# Bardejov (stacja kolejowa)
Bardejov – stacja kolejowa w Bardejowie, w kraju preszowskim, na Słowacji. Znajdują się tu 3 perony (1 + 2 ziemne). Jest to stacja końcowa linii ŽSR 194 Kapušany pri Prešove – Bardejov.

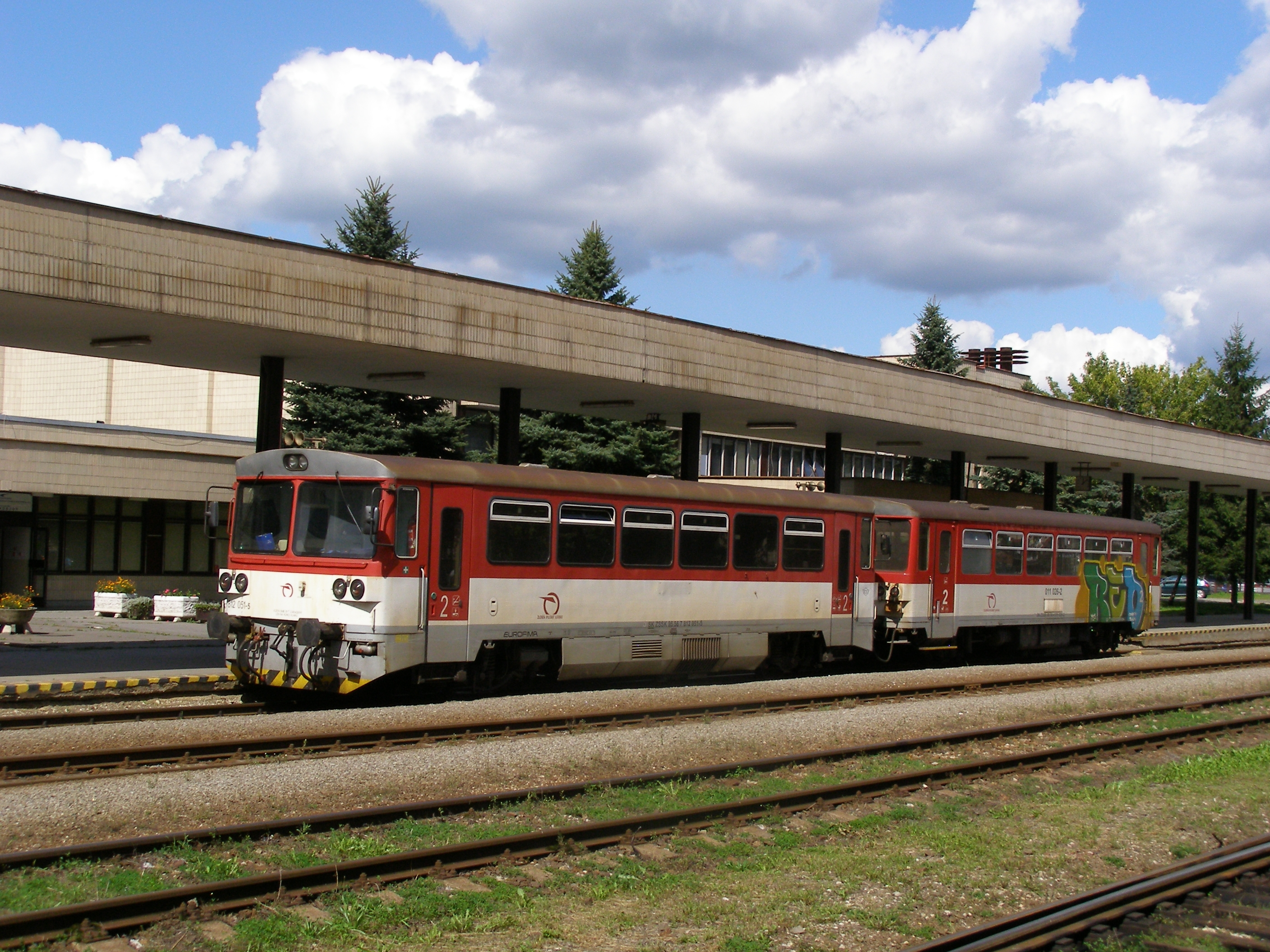
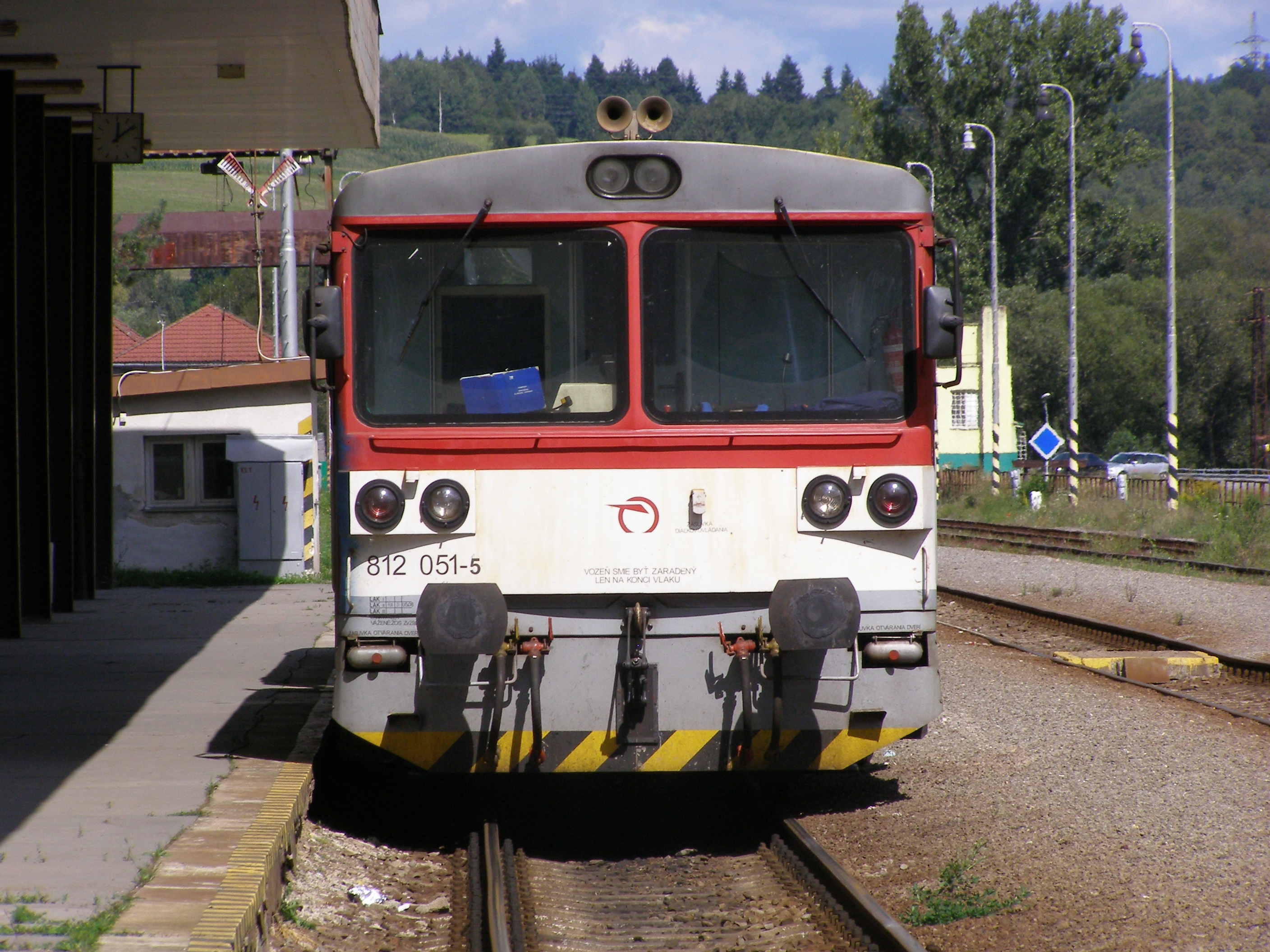

| Bardejov                                                  |
| Linia ŽSR 194 Kapušany pri Prešove – Bardejov (44,883 km) |
| Kľušovodległość: 4,912 km                                 |